# Louvencourt
Louvencourt – miejscowość i gmina we Francji, w regionie Hauts-de-France, w departamencie Somma.
Według danych na rok 1990 gminę zamieszkiwało 259 osób, a gęstość zaludnienia wynosiła 33 osoby/km² (wśród 2293 gmin Pikardii Louvencourt plasuje się na 740. miejscu pod względem liczby ludności, natomiast pod względem powierzchni na miejscu 616.).